# Xã Paola, Quận Miami, Kansas
Xã Paola (tiếng Anh: Paola Township) là một xã thuộc quận Miami, tiểu bang Kansas, Hoa Kỳ. Năm 2010, dân số của xã này là 1.091 người.